# Alain Mabanckou
Alain Mabanckou est un écrivain et enseignant franco-congolais, né le 24 février 1966 à Pointe-Noire (république du Congo). Il remporte en 2006 le prix Renaudot pour son roman Mémoires de porc-épic. Finaliste en 2015 du Man Booker International Prize et du Premio Strega Europeo, il a notamment été récompensé en 2012 par l'Académie française (grand prix de littérature Henri-Gal) et en 2013 par la principauté de Monaco (prix littéraire Prince Pierre de Monaco pour l'ensemble de son œuvre). Ce dernier a été élevé au rang de chevalier de la Légion d'honneur par décret du président de la République française en 2010.

## Biographie
Alain Mabanckou, né le 24 février 1966 à Pointe-Noire (république du Congo), a été élevé par sa mère, Pauline Kengué, vendeuse de bananes au marché, et Roger Kimangou, un père adoptif réceptionniste dans un hôtel. Son père biologique a quitté sa mère lorsqu'elle était enceinte. Alain a pris le nom de son oncle René Mabanckou. Alain Mabanckou passe son enfance dans la ville côtière de Pointe-Noire, plus précisément dans le quartier de Tié-Tié. Il découvre la lecture d'abord à travers les San Antonio et SAS abandonnés par les coopérants français, que son père lui rapporte de l'hôtel.
Il obtient un baccalauréat en lettres et philosophie au lycée Karl-Marx. Il s'oriente alors vers le droit, sa mère souhaitant qu’il devienne magistrat ou avocat. Après un premier cycle de droit privé à l'université Marien-Ngouabi à Brazzaville (république du Congo), il obtient une bourse d’études et s'envole pour la France à l'âge de 22 ans. Il emporte déjà dans ses affaires quelques manuscrits, des recueils de poèmes pour la plupart, qu'il commencera à publier trois ans plus tard. Il étudie à l'université de Nantes, puis à Paris XII et à Paris-Dauphine.
Il travaille une dizaine d'années dans le groupe Suez-Lyonnaise des Eaux, mais se consacre de plus en plus à l'écriture avec la parution de son premier roman Bleu-Blanc-Rouge publié aux éditions Présence Africaine en 1998 et qui lui vaut le Grand prix littéraire d'Afrique noire.
Écrivain en résidence en 2002, il enseigne la littérature francophone à Ann Arbor (Michigan USA) pendant trois ans avant d'être embauché en 2006 par l’université de Californie à Los Angeles (UCLA) où il est jusqu'à ce jour professeur titulaire (Full Professor) de littérature francophone. Sur proposition d'Antoine Compagnon, il est élu comme professeur invité au Collège de France à la Chaire de Création artistique pour l'année universitaire 2015-2016, devenant ainsi le premier écrivain à occuper ce poste depuis sa création en 2004. Le 17 mars 2016,  il y prononce sa leçon inaugurale intitulée Lettres noires : des ténèbres à la lumière, devant des invités comme la ministre des Outre-Mer George Pau-Langevin, la ministre de la Culture Audrey Azoulay, la secrétaire générale de la francophonie Michaëlle Jean, l’écrivain et diplomate Henri Lopes ainsi que l’écrivain et académicien Dany Laferrière.
Depuis 2021, il dirige la collection Points Poésie chez Éditions Points. Il est également chroniqueur à L'Obs. En 2021, il devient un de 12 inaugural Royal Society International Writers.

## Vie littéraire
À la suite de la parution de son premier roman, Bleu-Blanc-Rouge, en 1998, Alain Mabanckou ne cesse de publier avec régularité, aussi bien de la prose que de la poésie. C'est surtout le roman qui le révèle au grand public, avec notamment Verre cassé, unanimement salué par la presse, la critique et les lecteurs ; puis Mémoires de porc-épic qui lui vaut en 2006 l'obtention du prix Renaudot. Les deux romans sont parus aux éditions du Seuil, respectivement en 2005 et en 2006, grâce aux efforts conjugués d'Émilie Colombani et de Patrick Grainville.
En 2004 paraît à Montréal une anthologie des écrits poétiques d'Alain Mabanckou sous le titre Tant que les arbres s’enracineront dans la terre, reprise en 2007 chez Points-Seuil, ainsi que le livre qu’il consacre à l’écrivain James Baldwin, Lettre à Jimmy (Fayard), à l’occasion du vingtième anniversaire de la mort de l’écrivain américain.
En 2008, Alain Mabanckou traduit de l'anglais au français le jeune prodige des lettres américaines, Uzodinma Iweala, d'origine nigériane, auteur de Beasts of No Nation, paru en français sous le titre Bêtes sans patrie aux éditions de l'Olivier.
Son roman Black Bazar, publié aux Éditions du Seuil le 8 janvier 2009, se classe aussitôt parmi les 20 meilleures ventes de livres en France dans les listes de L'Express, du Nouvel Observateur et de Livres-Hebdo.
Paru en 2010, le roman Demain j'aurai vingt ans marque son entrée dans la collection Blanche des éditions Gallimard. Cette œuvre est couronnée par le prix Georges-Brassens 2010 et classée parmi les grands romans de la rentrée littéraire française 2010.
Dans un entretien donné à Evene.fr, il souligne que « le danger pour l'écrivain noir est de s'enfermer dans sa « noirceur », comme dirait Frantz Fanon ». Il ne s'agit pas de tomber dans le piège de l'affrontement basique entre la civilisation noire et blanche. L'autocritique est essentielle si l'on veut ensuite poser un regard juste sur le reste du monde ». C'est ce qui se dégage dans son essai Le Sanglot de l'homme noir, paru chez Fayard en janvier 2012 et classé dans les meilleures ventes d'essais et documents. Cependant Alain Mabanckou n'envisage pas d'écrire sans mettre en scène le Congo : « On ne demanderait pas à Gabriel García Márquez de s’extraire de sa Colombie qui constitue la toile de fond de tous ses romans. »
Lumières de Pointe-Noire paraît en janvier 2013 aux éditions du Seuil dans la collection Fiction & Cie. Ce récit de souvenirs autobiographiques obtient un accueil favorable de la critique et se classe parmi les vingt meilleures ventes de romans en France.
Petit Piment, roman paru en septembre 2015 aux éditions du Seuil, classé parmi les vingt meilleures ventes en France, est sélectionné pour le prix Goncourt 2015, finaliste pour le prix Goncourt des lycéens. Il reçoit le prix Liste Goncourt : le choix polonais 2015 et le prix Paul-Bourdarie 2016 de l’Académie des sciences d’outre-mer.
En 2017, son nom entre officiellement dans le Petit Larousse des noms propres 2018. En 2018, un cocktail littérature-musique en association de l’écrivain avec l’un de ses compatriotes Jackson Babingui, le place haut sur la scène internationale francophone du Tarmac à Paris. En 2019, sort le Dictionnaire enjoué des cultures africaines aux éditions Fayard, dans lequel Mabanckou et Abdourahman Waberi proposent une mythographie du continent africain. Sa vision de la vie aux États-Unis, où il vit depuis 2005, apparaît dans le récit d'essais Rumeurs d'Amérique, éditions Plon en 2020.
Mabanckou est membre de plusieurs jurys littéraires, dont celui du Booker Prize en 2022.

## Prises de position
Le 5 mai 2015, Alain Mabanckou remet le prix « Courage et la liberté d'expression » au nom du PEN American Center (en) à Charlie Hebdo.
En 2018, il refuse de participer au projet d'Emmanuel Macron de réflexion autour de la langue française et de la francophonie et s'adresse au président de la République dans une lettre ouverte où il appelle notamment à plus d'ouverture pour dépasser les origines coloniales du concept de francophonie et où il dénonce également l'indulgence de la francophonie « institutionnelle » envers « les régimes autocratiques, les élections truquées, le manque de liberté d’expression »
Le 6 mars 2021, il publie une vidéo sur son compte Twitter pour critiquer ceux qui estiment que l'œuvre de la poétesse afro-américaine Amanda Gorman ne devrait être traduite que par des personnes noires : « La littérature grandit parce qu'elle traverse les frontières. La littérature ne devrait pas être tributaire d'une certaine couleur. »

## Œuvre
Les œuvres d'Alain Mabanckou sont traduites dans une quinzaine de langues dont l'allemand, l’anglais, l’américain, l’hébreu, le chinois, le coréen, l’espagnol, le polonais, le catalan et l’italien. Ses romans Black Bazar et Verre cassé ont fait l’objet de plusieurs adaptations théâtrales. Le Verre cassé , traduit en anglais sur le nom Broken Glass , est nommé par le Guardian un de 100 livres le plus marquants du XXIe siècle . 

### Romans
- 1998 : Bleu-Blanc-Rouge, Paris/Dakar, Présence africaine  (ISBN 2-7087-0670-5) ; réédition aux mêmes éditions en 2010  (ISBN 978-2-7087-0813-6)
- 2001 : Et Dieu seul sait comment je dors, Paris/Dakar, Présence africaine  (ISBN 2-7087-0719-1)
- 2002 : Les Petits-fils nègres de Vercingétorix[33] ; rééditions, Paris, Le Serpent à plumes, coll. « Fiction française », 2002  (ISBN 2-84261-317-1) ; Paris, Seuil, coll. « Points » no P1515, 2006  (ISBN 2-7578-0066-3)
- 2003 : African Psycho, Paris, Le Serpent à plumes  (ISBN 2-84261-438-0) ; réédition, Paris, Seuil, coll. « Points. Roman » no P1419, 2006  (ISBN 2-02-084947-X)
- 2005 : Verre cassé, Paris, Seuil  (ISBN 2-02-068016-5) ; réédition, Paris, Seuil, coll. « Points » no P1418, 2006  (ISBN 978-2-02-084953-1) ; réédition dans la même collection en 2017  (ISBN 978-2-7578-6450-0)
- 2006 : Mémoires de porc-épic, Paris, Seuil  (ISBN 2-02-084746-9) ; réédition, Paris, Points no P1742, 2007  (ISBN 978-2-7578-0519-0) ; réédition aux mêmes éditions en 2017  (ISBN 978-2-7578-6505-7) - Prix Renaudot
- 2009 : Black Bazar, Paris, Seuil  (ISBN 978-2-02-097337-3) ; réédition, Paris, Points no P2317, 2009  (ISBN 978-2-7578-1639-4)
- 2010 : Demain j'aurai vingt ans, Paris, Éditions Gallimard, coll. « Blanche »  (ISBN 978-2-07-012962-1) ; réédition, Gallimard, coll. « Folio » no 5378, avec une préface de J. M. G. Le Clézio, 2012  (ISBN 978-2-07-044623-0)
- 2012 : Tais-toi et meurs (roman policier), Paris, Éditions de La Branche, coll. « Vendredi 13 », 2012  (ISBN 978-2-35306-055-9) ; réédition, Paris, Pocket, coll. « Thriller » no 15300, 2014  (ISBN 978-2-266-23121-3)
- 2013 : Lumières de Pointe-Noire, Paris, Éditions du Seuil, coll. « Fiction & Cie », 2013  (ISBN 978-2-02-100394-9) ; réédition, Paris, Points no P3203, 2014  (ISBN 978-2-7578-3864-8)
- 2015 : Petit Piment, Paris, Éditions du Seuil, coll. « Fiction & Cie », 2015  (ISBN 978-2-02-112509-2) ; réédition, Paris, Points no P4465, 2017  (ISBN 978-2-7578-6188-2)
- 2018 : Les Cigognes sont immortelles, Éditions du Seuil, coll. « Fiction & Cie », 2018  (ISBN 978-2-02-130451-0)[34]
- 2022 : Le Commerce des Allongés, Éditions du Seuil, coll. « Fiction & Cie », 2022  (ISBN 978-2-02-141321-2)
- 2025 : Ramsès de Paris, Éditions du Seuil, coll. "Fiction & Cie", 2025 (ISBN : 978-2-02-159185-9)

### Poésie
- 1993 : Au jour le jour, Sainte-Geneviève-des-Bois, Maison rhodanienne de poésie, coll. « Rencontres artistiques et littéraires »  (ISBN 2-7245-0085-7)
- 1995 : La Légende de l'errance, Paris, Éditions L'Harmattan, coll. « Poètes des cinq continents », no 102  (ISBN 2-7384-3559-9)
- 1995 : L'Usure des lendemains, Ivry, Nouvelles du Sud  (ISBN 2-87931-037-7) ; nouvelle édition augmentée, Paris, éditions Ménaibuc, 2005  (ISBN 2-911372-82-4)
- 1997 : Les arbres aussi versent des larmes, suivi de Versets, Paris/Montréal, L'Harmattan, coll. « Poètes des cinq continents », no 155  (ISBN 2-7384-5220-5)
- 1999 : Quand le coq annoncera l'aube d'un autre jour, L'Harmattan, Paris/Montréal, L'Harmattan, coll. « Poètes des cinq continents », no 242  (ISBN 2-7384-8298-8)
- 2004 : Tant que les arbres s'enracineront dans la terre, Œuvre poétique complète, Montréal, Mémoire d'encrier, coll. « Poésie » no 7  (ISBN 2-923153-11-1) ; réédition, Paris, Points no P1795, 2007  (ISBN 978-2-7578-0657-9) ; réédition, Paris, Points, coll. « Poésie » no P4612, 2017  (ISBN 978-2-7578-6652-8)
- 2016 : Congo, Montréal, Mémoire d'encrier, coll. « Poésie » no 62  (ISBN 978-2-89712-375-8)

### Essais
- 2007 : Lettre à Jimmy (James Baldwin), Fayard  (ISBN 978-2-213-62676-5) ; réédition, Paris, Points no P2072, 2008  (ISBN 978-2-7578-0762-0)
- 2009 : L'Europe depuis l'Afrique, Paris, Éditions Naïve, coll. « Livre d'heures »  (ISBN 978-2-35021-203-6)
- 2011 : Écrivain et oiseau migrateur, Bruxelles, André Versaille éditeur, coll. « Chemin faisant »  (ISBN 978-2-87495-155-8)
- 2012 : Le Sanglot de l'homme noir, Paris, Fayard  (ISBN 978-2-213-63518-7) ; réédition, Paris, Points no P2953, 2013  (ISBN 978-2-7578-3012-3) ; réédition aux mêmes éditions en 2017  (ISBN 978-2-7578-6511-8)
- 2016 : Lettres noires : des ténèbres à la lumière, Paris, coédition Collège de France/Fayard, coll. « Leçons inaugurales au Collège de France » no 263, 2016  (ISBN 978-2-213-70079-3)
- 2016 : Le monde est mon langage, Paris, Grasset, 2016  (ISBN 978-2-246-80219-8) ; réédition, Paris, Points no P4635, 2017  (ISBN 978-2-7578-6413-5)
- 2017 : Penser et écrire l'Afrique aujourd'hui, textes issus d'un colloque orgnaisé le 2 mai 2016 au Collège de France, Paris, Seuil, 2017  (ISBN 978-2-02-134666-4)
- 2019 : Dictionnaire enjoué des cultures africaines, en collaboration avec Abdourahman Waberi, Paris, Fayard, 2019  (ISBN 978-2213706047)
- 2020, Huit leçons sur l'Afrique, Grasset  (ISBN 978-2-2468-1218-0)
- 2020 : Rumeurs d'Amérique, Plon  (ISBN 978-2-259-27856-0)
- 2023 : Notre France noire : de A à Z, en collaboration avec Pascal Blanchard et Abdourahman Waberi, Fayard

### Anthologies
- 2009 : Six poètes d'Afrique francophone (Senghor, Birago Diop, Dadié, Loutard, U Tam'si et Rabemananjara), Paris, éditions Points, coll. « Poésie » no P2320  (ISBN 978-2-7578-1688-2)
- 2013 : L'Afrique qui vient (en collaboration avec Michel Le Bris), nouvelles, Paris, éditions Hoëbeke, coll. « Étonnants voyageurs », 2013  (ISBN 978-2-84230-461-4)

### Albums illustrés
- 2000 : L'Enterrement de ma mère, éditions Kaléidoscope, coll. « Fiction française », 2000  (ISBN 82-05-28440-7)
- 2010 : Ma Sœur-Étoile, illustrations de Judith Gueyfier, Paris, Seuil-Jeunesse, 2010  (ISBN 978-2-02-100588-2)
- 2019 : Le Coq solitaire, illustrations de Yuna Troël, Paris, Seuil-Jeunesse, 2019  (ISBN 979-1-02-351281-6)

## Discographie
- 2012 : Black Bazar, album de rumba congolaise, produit par Alain Mabanckou, avec les musiciens Modogo Abarambwa et Sam Tshintu[35].
- 2013 : Black Bazar — Round 2, album produit par Alain Mabanckou d'après les compositions du guitariste Popolipo Beniko et du bassiste Michel Lumana, auxquelles se mêlent des sonorités de dancehall[36]

## Distinctions

### Prix et nominations

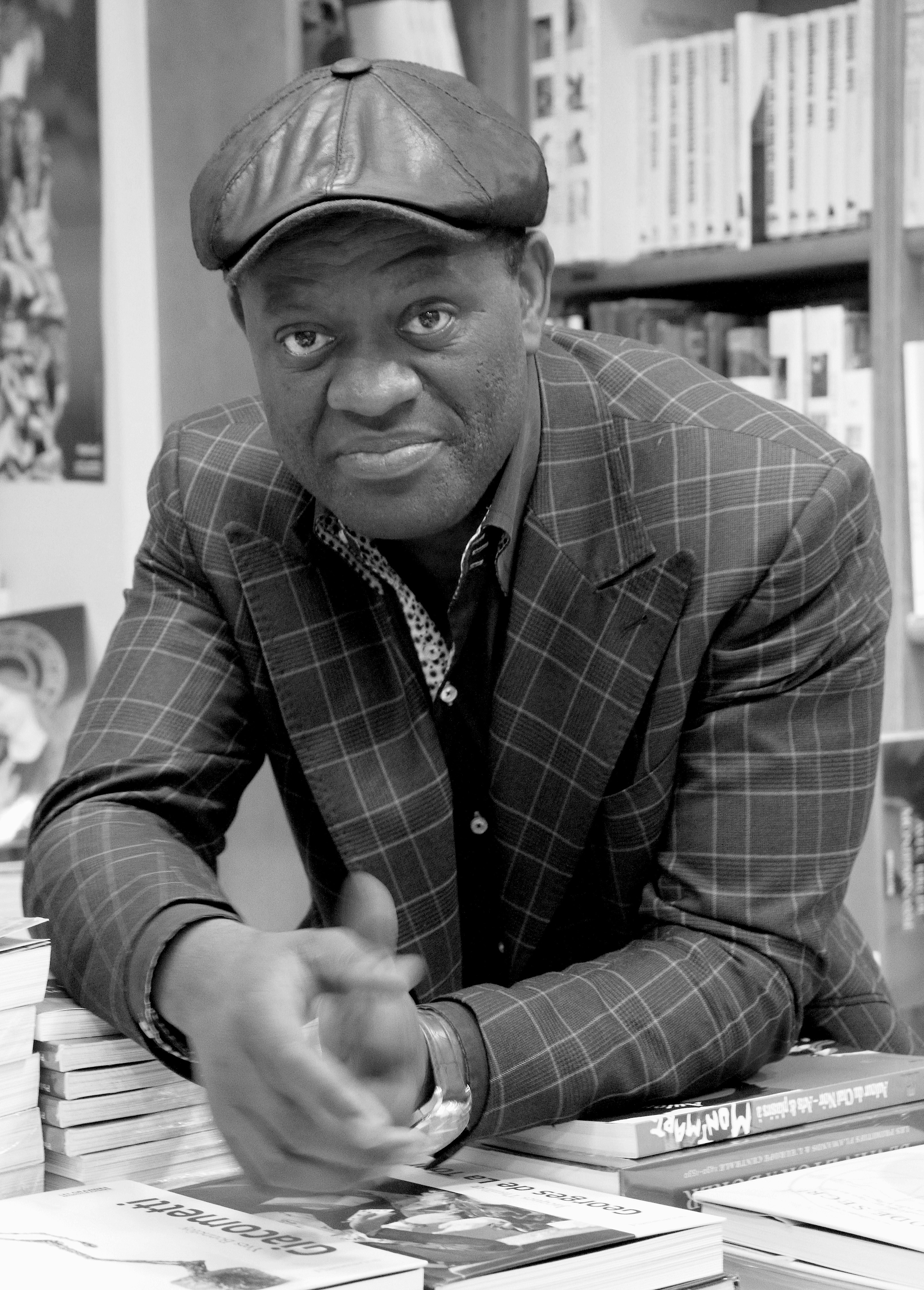
Alain Mabanckou en 2013.

- Grand prix littéraire d'Afrique noire, pour son premier roman, Bleu-Blanc-Rouge, 1999
- Prix du roman Ouest-France–Étonnants voyageurs 2005, pour Verre cassé

- Prix des cinq continents de la francophonie 2005, pour Verre cassé[37]

- Prix Renaudot 2006, pour Mémoires de porc-épic
- Prix de La Rentrée littéraire 2006, pour Mémoires de porc-épic
- Prix Aliénor d'Aquitaine 2006, pour Mémoires de porc-épic
- Prix Créateurs Sans Frontières 2007 (Ministère français des Affaires étrangères), pour Mémoires de porc-épic
- Prix franco-israélien Raymond Wallier 2009 pour le roman Verre Cassé traduit en hébreu

- Prix Georges Brassens 2010, pour Demain j'aurai vingt ans[38]

- Prix Prince-Pierre-de-Monaco 2013 pour l'ensemble de l'œuvre, prix attribué par la principauté de Monaco.

- Finaliste du Premio Strega Europeo 2015

- Lauréat du prix Liste Goncourt : le choix polonais 2015, pour Petit Piment
- Lauréat du prix du public de l'Algue d'Or 2016, pour Petit Piment

- 2016 Puterbaugh Fellow[39]
- Sélection au Man Booker International Prize 2017 pour Black Moses (traduction anglaise de Petit Piment)[40]
- 2018 Hurston-Wright Legacy Award For Fiction

### Décorations
- Médaille de citoyen d'honneur de la ville de Saint-Jean-d'Angély (Charente-Maritime, France), 2004
- Chevalier de la Légion d'honneur par décret du président de la République française, 2010
- Médaille Citoyen d'honneur de la ville de L'Haÿ-les-Roses, France, 2012
- Officier de l'ordre des Arts et des Lettres, 2016

### Autres
- Palmarès 2016 du magazine Vanity Fair : classé à la 24e place parmi les 50 Français les plus influents au monde[41].
- Palmarès 2019 du quotidien The Guardian : Verre cassé parmi les 100 meilleurs livres du XXIe siècle[42].